# Décès en mai 1886
Décès
- 1882
- 1883
- 1884
- 1885
- 1886
- 1887
- 1888
- 1889
- 1890

Pour une information complémentaire, voir la page d'aide.

| Date    | Nom                            | Pays                          | Activités                                                    | Âge     | Source |
| ------- | ------------------------------ | ----------------------------- | ------------------------------------------------------------ | ------- | ------ |
| 1er mai | Léon Boyer                     | Drapeau de la France          | Polytechnicien et ingénieur des ponts et chaussées français. | 35      |        |
| 1er mai | Léontine Tacussel              | Drapeau de la France          | Peintre française.                                           | 35      |        |
| 2 mai   | Hermann Kletke                 | Drapeau de l'Allemagne        | Journaliste allemande.                                       | 73      |        |
| 3 mai   | Isabella Braun                 | Drapeau de l'Allemagne        | Écrivaine allemand.                                          | 70      |        |
| 3 mai   | Mary Ewing Outerbridge         | Drapeau des États-Unis        | Joueuse de tennis américaine.                                | 34      |        |
| 4 mai   | Jean-François Jamot            | Drapeau du Canada             | Évêque catholique canadien.                                  | 57      |        |
| 5 mai   | Joseph Albert                  | Drapeau de l'Allemagne        | Photographe et inventeur allemand.                           | 61      |        |
| 5 mai   | Auguste Honnore                | Drapeau de la France          | Homme politique français.                                    | 49      |        |
| 5 mai   | Henri Legrand du Saulle        | Drapeau de la France          | Psychiatre français.                                         | 56      |        |
| 5 mai   | Gabriel René Paul              | Drapeau des États-Unis        | Militaire américain.                                         | 73      |        |
| 5 mai   | Louis Vautrey                  | Drapeau de la Suisse          | Historien suisse.                                            | 56      |        |
| 6 mai   | Anatole Le Guillois            | Drapeau de la France          | Journaliste français.                                        | 59      |        |
| 6 mai   | Georges Merle                  | Drapeau de la France          | Peintre français.                                            | 35      |        |
| 7 mai   | Timothy Richards Lewis         | Drapeau du Royaume-Uni        | Médecin britannique.                                         | 44      |        |
| 7 mai   | Jean-Baptiste Ninard           | Drapeau de la France          | Homme politique français.                                    | 62      |        |
| 7 mai   | François Pollen                | Drapeau des Pays-Bas          | Naturaliste néerlandais.                                     | 44      |        |
| 8 mai   | Ferdinand Siebigk              | Drapeau de l'Allemagne        | Archiviste allemand.                                         | 63      |        |
| 9 mai   | Jules Joseph Onfroy            | Drapeau de la France          | Homme politique français.                                    | 78      |        |
| 10 mai  | Francesco de Bourcard          | Drapeau de l'Italie           | Éditeur et homme de lettres italien.                         | 65      |        |
| 10 mai  | Friedrich Wasmann              | Drapeau de l'Allemagne        | Peintre allemand.                                            | 80      |        |
| 13 mai  | Luisa Carlota Manuela de Godoy | Drapeau de l'Espagne          | Aristocrate espagnole.                                       | 85      |        |
| 15 mai  | Emily Dickinson                | Drapeau des États-Unis        | Poètesse américaine.                                         | 55      |        |
| 16 mai  | Mathilde Kindt                 | Drapeau de la Belgique        | Romancière belge.                                            | 52      |        |
| 16 mai  | Gabrielle Soumet               | Drapeau de la France          | Poétesse et écrivaine française.                             | 72      |        |
| 16 mai  | Ambroise Verschaffelt          | Drapeau de la Belgique        | Horticulteur belge.                                          | 60      |        |
| 17 mai  | John Deere                     | Drapeau des États-Unis        | Industriel américain.                                        | 82      |        |
| 17 mai  | Thomas Erskine May             | Drapeau du Royaume-Uni        | Homme politique britannique.                                 | 71      |        |
| 17 mai  | Josef Haltrich                 | Drapeau de l'Autriche-Hongrie | Enseignant et pasteur austro-hongrois.                       | 63      |        |
| 19 mai  | Lucius Seth Huntington         | Drapeau du Canada             | Homme politique canadien.                                    | 58      |        |
| 19 mai  | Jean Auguste Marc              | Drapeau de la France          | Illustrateur français.                                       | 67      |        |
| 21 mai  | Stephen Pearl Andrews          | Drapeau des États-Unis        | Anarchiste américain.                                        | 74      |        |
| 21 mai  | Pierre Le Breton               | Drapeau de la France          | Évêque catholique français.                                  | 81      |        |
| 21 mai  | Charles Jules Adolphe Thanaron | Drapeau de la France          | Marin français.                                              | 76      |        |
| 23 mai  | Heinrich Auspitz               | Drapeau de l'Autriche-Hongrie | Médecin et dermatologue autrichien.                          | 50      |        |
| 23 mai  | Léon-Joseph Billotte           | Drapeau de la France          | Peintre français.                                            | 70      |        |
| 23 mai  | Adriano Cecioni                | Drapeau de l'Italie           | Peintre et sculpteur italien.                                | 49      |        |
| 23 mai  | Karl Daubigny                  | Drapeau de la France          | Peintre français.                                            | 39      |        |
| 23 mai  | Pierre-Édouard Frère           | Drapeau de la France          | Peintre et graveur lithographe français.                     | 67      |        |
| 23 mai  | Eugène de Lonlay               | Drapeau de la France          | Chansonnier et poète français.                               | 71      |        |
| 23 mai  | Leopold von Ranke              | Drapeau de l'Allemagne        | Historien allemand.                                          | 90      |        |
| 24 mai  | Franceline Ribard              | Drapeau de la France          | Ophtalmologue française.                                     | 34      |        |
| 24 mai  | Georg Waitz                    | Drapeau de l'Allemagne        | Historien allemand.                                          | 72      |        |
| 25 mai  | Nicola Botta                   | Drapeau de l'Italie           | Homme politique italien.                                     | 51      |        |
| 25 mai  | Louis Auguste Boudet           | Drapeau de la France          | Homme politique français.                                    | 82      |        |
| 25 mai  | Aimé Henri Faton de Favernay   | Drapeau de la France          | Homme politique français.                                    | 59      |        |
| 26 mai  | André Kaggwa                   | Drapeau du Royaume-Uni        | Martyr et saint ougandais.                                   | env. 30 |        |
| 26 mai  | Paul-Gustave Herbinger         | Drapeau de la France          | Militaire français.                                          | 46      |        |
| 28 mai  | John Russell Bartlett          | Drapeau des États-Unis        | Linguiste et historien américain.                            | 80      |        |
| 28 mai  | Friedrich Michelis             | Drapeau de l'Allemagne        | Philosophe et théologien allemand.                           | 70      |        |
| 28 mai  | Alfred de Vergnette de Lamotte | Drapeau de la France          | Homme politique et viticulteur français.                     | 79      |        |
| 29 mai  | Édouard Denis-Dumont           | Drapeau de la France          | Médecin français.                                            | 56      |        |
| 30 mai  | Paolo Ier Bertoleoni           | Drapeau de l'Italie           | Roi du royaume de Tavolara (Italie)                          | 70/71   |        |